# Heliconius wucherpfennigi
Heliconius wucherpfennigi är en fjärilsart som beskrevs av Krüger 1933. Heliconius wucherpfennigi ingår i släktet Heliconius och familjen praktfjärilar. Inga underarter finns listade i Catalogue of Life.